# Болница Ернеста Бенета
Болница Ернеста Бенета или  мисија Британског Црвеног Крста - Удружење Амбулације Светог Џона у Врњачкој Бањи била је једна од неколико енглеских болница које су радиле у Србији у Првом светском рату,  у време када су Србију истовремено преплавиле епидемија пегавог тифуса и десетине хиљада рањеника са битака на Церу и Колубари.

## Предуслови
Први светски рат започео је у Србији 1914. године, у тренутку када је земља била исцрпљена у претходна два балканска рата. И поред бројних потешкоћа те године Србија је извојевала, на Церу и Колубари, прве савезничке победе, уз велике материјалне и људске губитке изазване борбеним дејствима али и великим епидемијама заразних болести.
Схвативши тежину ситуацију у којој се Србија нашла њени савезници из иностранства су крајем 1914. године почели да шаљу велика помоћ у медицинском особљу, лековима, храни, новцу...
На стотине лекара, медицинских сестара и хуманитарних радника из земаља савезника и других пријатељских држава похрлило је у Србију из чисто хуманих побуда. До тада у историји, таква и у том обиму, хуманитарна помоћ нигде није била послата.
Међу савезницима била је и Велика Британија, једна од првих земаља савезница која је упутила добротворне медицинске мисије у Србију одмах по отпочињању Првог светског рата. Делатност ових мисија везана је, пре свега, за рад жена лекара и хирурга које су дале велики допринос Србији да се ублаже патње становништва и војске у ратним болницама и прихватилиштима за оболеле од заразних болести, пре свега од пегавог тифуса.
Британске медицинске мисије издвајале су се по томе што је у њима био највећи број жена – лекара, медицинских сестара, болничарки, возача и административног особља. Најистакнутије међу њима биле су јединице Болница жена Шкотске (SWH) и јединице које је у Србију упутио и опремио Српски потпорни фонд (СПФ) у сарадњи са Бризанским Црвеним Крстом.

## Оснивање и рад
С краја 1914 и током 1915 и 1916. године Врњачка Бања је постала велико прихватилиште рањеника који су лечени у привременим болницама енглеских медицинских мисија. Скоро истовремено у Врњачкој Бањи фебруара 1915. године основане се у две ратне болнице:
- Болница Бери (11. фебруара)

- Хируршка болница британског Црвеног крста или болница Ернеста Бенета (15. фебрура).

Хируршку болницу британског Црвеног крста основао је и њом руководио капетан Ернест Натанијел Бенет, који је за ту намену у Врљачкој Бањи добио три виле:
- Вилу Златибор, на Црквеном брду, која је била пример  византијско-балканских кућа са уздигнутим доксатом, са типом зида у комбинацији редова тесаног камена и опеке са назначеним фугама, и у њој основао операциони блок са 72 постеље и анекс за изолацију

- Вилу Шумадија,

- Вилу Авала, која је била намењена за смештај  реконвалесценти.

У сарадњи са болницом Бери, капетан Бенет је направио заједнички план о збрињавању рањеника и болесника оболелих од тифуса. У том циљу болница је пруредила очистила и дезинфиковала Државну кафану у Врњачкој Бањи, и у њој основала пријемну болницу. Поред ње је болничким креветима опремљено и неколико дрвених барака у које су смештани заразни болесници.
Тежиште у раду болнице било је поред збрињавања рањеник и рад на спровођењу противепидемијских мера.  Ове мере обухватале су   стриктно спровошење дезинфекције и дезинсекције (депедикулације или уништење вашки и искорењивање пегавца). Овом активношћу бавило се целокупно особље болнице заједно са придодатим ратним заробљеницима. Успешну релизацији дезинфекције и дезинсекције омогућавали су добри бањски услови а, пре свега, топла минерална вода, која је коришћена не само за купање болесника већ и за дезинфекцију великих размера. Захваљујући успешно спроведеним мерама контроле и дезинфекције одеће болесника, за кратко време спречена је опасност од ширења заразе која је запретила и болесницима ове  и другим болницама у Врњачкој Бањи.   

## Признање
У спомен човекољубљу британских жена – лекара и медицинских сестара, које су лечиле српске рањенике и болеснике у Врљчкој Бањи током Првог светсков рата, крај бивете извора „Слатина“ 1985. године подигнуто је скромно спомен обележје.